# 第5师团 (日本陆军)
第5师团是大日本帝國陸軍的一个44制甲种师团，是日军在二战爆发前17个常备师团之一，是日军最精锐的机械化部队，有“钢军”之称，参加过甲午战争、八国联军、日俄戰爭、中国抗日战争、太平洋战争。日本侵华战争初期时师团长是板垣征四郎。

## 沿革
该师团辖第9旅团、第21旅团。第21旅团是第5师团的精锐部队，被称为“陆军之花”，旅团长三浦敏事少將，后繼任中村正雄少将。平型关战斗中，八路軍第115師，歼灭了该旅团補給辎重队的千余官兵。至1938年7月中旬為止，該師團共計在華作戰死傷累積16,671名。而根據該師團下轄的四個步兵聯隊成員在戰後出版的部隊史資料，1937年7月~1938年5月31日第五師團下轄的四個聯隊之陣亡人數合計為至少4,746人，這還不包括後勤與支援單位的陣亡人數。
昆仑关战役中，国民革命军第五军攻克昆仑关，歼滅第21旅团5000余人，21旅团曹长以上的士軍官死亡达85%以上，日軍旅团长中村正雄少将陣亡。

## 第5师团事记
- 1937年8月16日南口战役
- 1937年9月編入北支那方面軍後參與平型關战斗
- 1937年10月忻口战役
- 1938年3月臨沂战斗、台兒莊战役
- 1938年10月攻佔佛山
- 1939年1月鲁北作战
- 1939年12月崑崙關戰役
- 1940年9月進駐法屬印度支那
- 1941年12月南方作戰
- 1942年1月新加坡戰役
- 1942年7月新幾內亞戰役
- 1945年8月終戰

## 歴代師團長
- 野津道貫 中將：明治21年（1888年）5月14日 - 明治27年11月29日
- 奥保鞏 中將：明治27年（1894年）11月29日 - 明治29年10月14日
- 山口素臣 中將：明治29年（1896年）10月14日 - 明治37年3月17日
- 上田有沢 中將：明治37年（1904年）3月17日 - 明治37年11月2日
- 木越安綱 中將：明治37年（1904年）11月2日 - 明治42年9月3日
- 大谷喜久蔵 中將：明治42年（1909年）9月3日 - 大正4年5月24日
- 小原伝 中將：大正4年（1915年）5月24日 - 大正6年8月6日
- 福田雅太郎 中將：大正6年（1917年）8月6日 - 大正7年10月10日
- 山田隆一 中將：大正7年（1918年）10月10日 - 大正8年3月8日
- 鈴木荘六 中將：大正8年（1919年）3月18日 - 大正10年6月15日
- 山田陸槌 中將：大正10年（1921年）6月15日 - 大正12年8月6日
- 岸本鹿太郎 中將：大正12年（1923年）8月6日 - 大正15年7月28日
- 牧達之 中將：大正15年（1926年）7月28日 - 昭和3年8月10日
- 原口初太郎 中將：昭和3年（1928年）8月10日 - 昭和5年8月1日
- 寺内寿一 中將：昭和5年（1930年）8月1日 - 昭和7年1月9日
- 二宮治重 中將：昭和7年（1932年）1月9日 - 昭和9年3月5日
- 小磯國昭 中將：昭和9年（1934年）3月5日 - 昭和10年12月2日
- 林桂 中將：昭和10年（1935年）12月2日 - 昭和12年3月1日
- 板垣征四郎 中將：昭和12年（1937年）3月1日 - 昭和13年5月25日
- 安藤利吉 中將：昭和13年（1938年）5月25日 - 昭和13年11月9日
- 今村均 中將：昭和13年（1938年）11月9日 - 昭和15年3月9日
- 中村明人 中將：昭和15年（1940年）3月9日 - 昭和15年10月15日
- 松井太久郎 中將：昭和15年（1940年）10月15日 - 昭和17年5月11日
- 山本務 中將：昭和17年（1942年）5月11日 - 昭和19年10月2日
- 山田清一 中將：昭和19年（1944年）10月2日 - 昭和20年8月15日
- 小堀金城 少將（師團長代理）：昭和20年（1945年）8月15日

## 部队编制
最初编制 1888年编成
- 第5师团
- 第9旅团
  - 步兵第11联队 （廣島市）
  - 步兵第21联队 （濱田市）
- 第21旅团
  - 步兵第41联队 （福山市）
  - 步兵第42联队 （山口市）
- 野砲兵第5联队
- 捜索第5联队
- 工兵第5联队
- 輜重兵第5联队
- 第5師團通信隊

最终部队编成
- 第5师团
- 步兵第11聯隊（廣島市）：佐佐木五三大佐
- 步兵第21聯隊（濱田市）：佐佐木慶雄大佐
- 步兵第42聯隊（山口市）：吉川章大佐
- 野砲兵第5聯隊：中平峯吉大佐
- 捜索第5聯隊：藤村信吉大佐
- 工兵第5聯隊：後藤之敏中佐
- 輜重兵第5聯隊：上木隆之大佐
- 第5師團通信隊：後藤好夫大尉
- 第5師團兵器勤務隊：守田晟大尉
- 第5師團衛生隊：寺松芳松少佐
- 第5師團第2野戰醫院：呉羽新次軍醫少佐
- 第5師團第4野戰醫院：松下勲雄軍醫中佐
- 第5師團經理勤務隊

## 相關項目
- 大日本帝國陸軍師團列表